# Service Corporation International
Service Corporation International (SCI) est la plus grande entreprise funéraire des États-Unis avec près de 16 % de parts de marché pour ce secteur économique en 2022.
Au 30 juin 2022 SCI possède et exploite 1 459 centres de services funéraires (funérariums) et 488 cimetières (dont 300 sont combinés) dans 44 États américains, 8 provinces canadiennes, le district de Columbia et à Porto Rico.

## Histoire
En 2006, SCI a fusionné avec Alderwoods Group, son concurrent le plus proche en termes de taille. La Federal Trade Commission (FTC) a bloqué la fusion, invoquant des préoccupations concernant le choix des consommateurs. Après avoir accepté de céder des salons funéraires et des cimetières dans plusieurs marchés et de mettre fin aux accords de licence avec d’autres salons funéraires, la FTC a autorisé la poursuite de la fusion. En 2007, l’intégration des sites et des opérations d’Alderwoods était terminée.
En 2009, SCI a soumissionné pour acheter Keystone North America pour 208 millions de dollars américains (263 millions de dollars américains en 2021). L’achat a été complété en 2010 et a ajouté environ 200 emplacements.
En mai 2013, SCI a signé une entente de 1,4 milliard de dollars américains pour l’achat de Stewart Enterprises, la deuxième plus importante entreprise américaine de soins funéraires.
En décembre 2013, la FTC a imposé des conditions à l’acquisition, exigeant que les deux sociétés vendent 53 salons funéraires et 38 cimetières dans 59 marchés locaux, et exigeant que la société fusionnée soit assujettie à une période de dix ans au cours de laquelle la FTC examinera toute tentative de la société d’acquérir des actifs funéraires ou de cimetières dans ces marchés locaux.

### Marques
SCI exploite les marques suivantes aux Etats-Unis et au Canada :
- Advantage
- Caballero Rivero
- Dignity
- Dignity Memorial
- Dignity Memorial Premier Collection
- Funeraria del Angel
- LHT Consulting Group, LLC
- Neptune Memorial Reef
- Neptune Society/Trident Society/Neptune Society of Northern California
- National Cremation
- Rose Hills Memorial Park